# Albuca acuminata
Albuca acuminata är en sparrisväxtart som beskrevs av John Gilbert Baker. Albuca acuminata ingår i släktet Albuca och familjen sparrisväxter. Inga underarter finns listade i Catalogue of Life.